# 桂福車
桂 福車（かつら ふくしゃ、1961年4月26日 - 2018年2月1日）は大阪市東成区出身の落語家。本名∶大津 康裕。生前は松竹芸能所属。

## 来歴・人物
大阪府立清水谷高等学校卒業後、郵便局へ勤務。郵便局に勤務したまま、1983年11月1日に桂福團治（4代目）に入門（のちに郵便局を退職）。
社会派として教育問題や人権問題などにも取り組んでいた。高校時代は落語研究会に所属していた。
2018年2月1日午前、大阪市内で死去。56歳没。

## 得意ネタ
- 強情灸
- 看板のピン
- 辞世の句
- 釜盗人　など

## 出演

### ラジオ番組
- 紀の国寄席（1991年11月[4] - 2004年、和歌山放送）[5]

### CM
- 紀三井寺温泉花の湯 ガーデンホテルはやし（テレビ和歌山）[5]

## 著書
- 「過労死落語を知ってますか」 桂福車、松井宏員（新日本出版社、2018年12月） ISBN 978-4406062930